# Церква Святої Катерини (Зейтун)
35°51′19″ пн. ш. 14°32′01″ сх. д. / 35.855194444444° пн. ш. 14.533638888889° сх. д.
Церква Святої Катерини (мальт. Knisja Arċipretali ta' Santa Katerina) в Зейтуні, також відома як Собор Сходу (мальтійською: Il-Katidral tal-Lvant) — римо-католицький костел, резиденція протоієрея Зейтуна та материнська церква різних парафій, заснованих з початково більшої території парафії Зейтун. Парафіяльна церква, її ораторій і прилеглий пастирський центр утворюють комплекс будівель в центрі міста. Церква та її комплекс розташовані перед кварталом Іль-Ґвіді, звідки відкриваються краєвиди Тал-Баррані та Трік-л-Ахар-біт-міт-Торок.
Церква присвяченна Катерині Александрійській сягає оригінальної церкви, що стоїть 500 метрів від з цього місця, що збереглася принаймні з п'ятнадцятого століття, і була однією з восьми материнських церков на Мальті. Церква, датована кінцем 17 століття, була спроектована Лоренцо Гафа в стилі мальтійського бароко. Його будівництво було частиною програми урбанізації в Зейтуні, яку очолив Грегоріо Бонічі. Церква є однією з найвідоміших і найбільш впізнаваних пам'яток Зейтуна. Його купол, обрамлений шпилями годинникових веж, домінував на горизонті міста протягом 300 років. 
Церква має вражаючий фасад і великий внутрішній купол. У церкві зберігаються різноманітні важливі твори мистецтва, такі як «Мучеництво святої Катерини», копія 18-го століття з твору Маттіа Преті в церкві святої Катерини у Валлетті. 
Це діюча церква з молебнями та щоденними богослужіннями.

## Історія
Церква була побудована замість старої парафіяльної церкви Св. Катерини, більш відомої як церква Св. Григорія, яка розташована неподалік від нинішньої парафіяльної церкви. Церква була побудована внаслідок зростання населення Зейтуна. Землю, на якій побудовано церкву, пожертвували Гіргор Бонічі та Тумас Абела.
Селяни вирішили будувати свою нову церкву на заході від собору Святого Григорія, уникаючи східної території через її вразливість перед нападами ворога. Місце для нової парафіальної церкви вибрали центральне, що дозволило їй стати епіцентром розвитку громади. Сьогодні ця церква розташована в самому серці села. У 1692 році Гіргор Бонічі, колишній мер Мдіни, купив велику ділянку землі прямо в центрі Зейтуна для будівництва нової церкви. Він не тільки купив землю, але й протягом наступних 30 років зробив значний внесок у фінансування будівництва церкви. Мешканці Зейтуна зробили свій внесок, пропонуючи безкоштовно працювати на будівництві у святкові та вечірні години. Архітектором був знаменитий Лоренцо Гафа.
Перший камінь був закладений єпископом Давиде Кокко Пальмієрі 25 листопада 1692 року, протоієреєм був Уголіно Боннічі. Освячення церкви відбулося 11 травня 1742 року. Такі митці, як Енріко Реньо, Гіо Нікола Бухагіар і Франческо Захра, зробили свій внесок у збільшення внутрішньої краси цієї церкви. Останній був найталановитішим художником того періоду, чия присутність у Жейтуні була забезпечена в ранньому віці, оскільки його батько, П'єтро Паоло, працював над різьбою по каменю в тій же церкві. Дві бічні нави були закінчені в 1778 р.
Церква внесена до Національного переліку культурних цінностей Мальтійських островів.

## Галерея

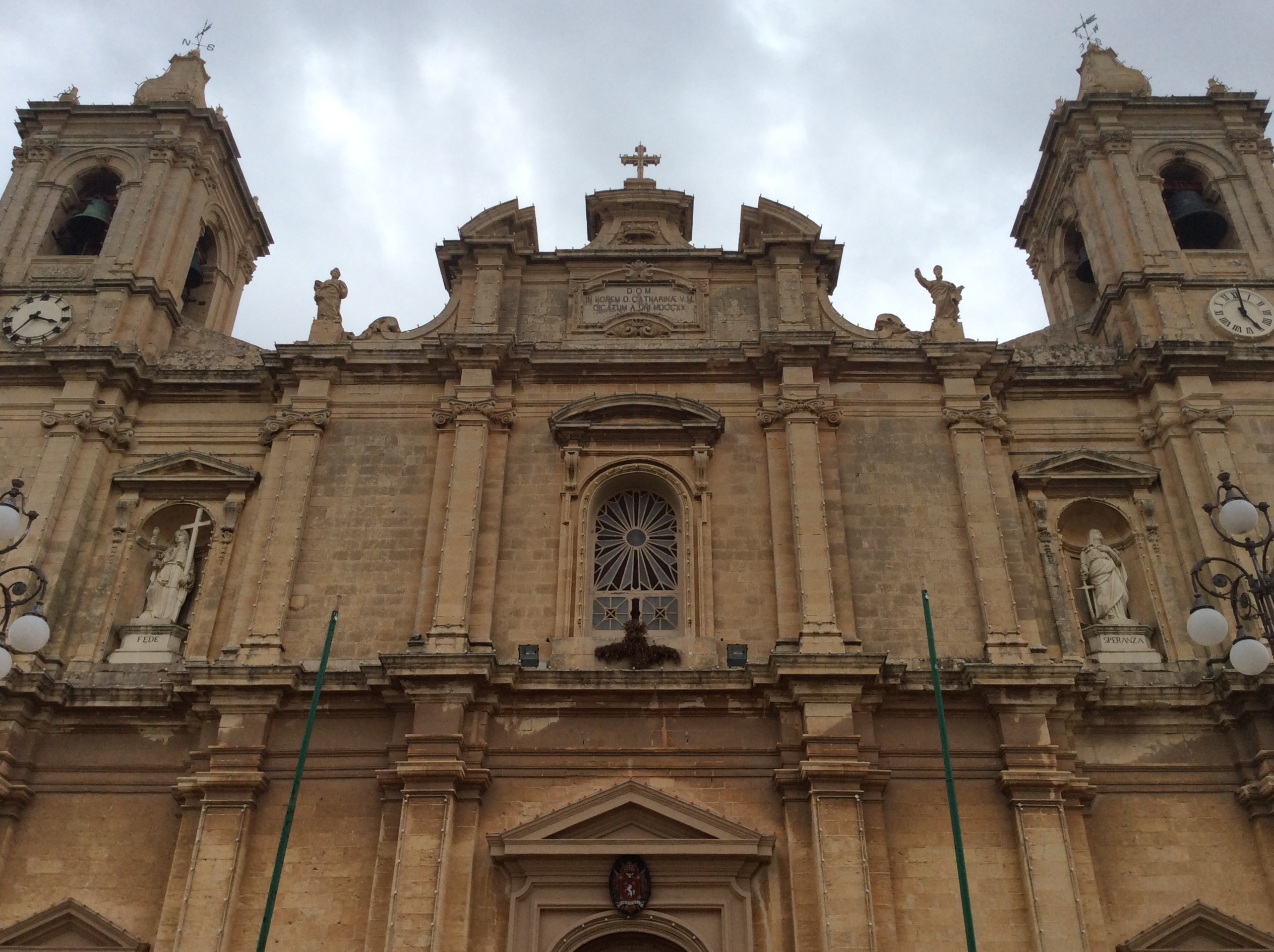
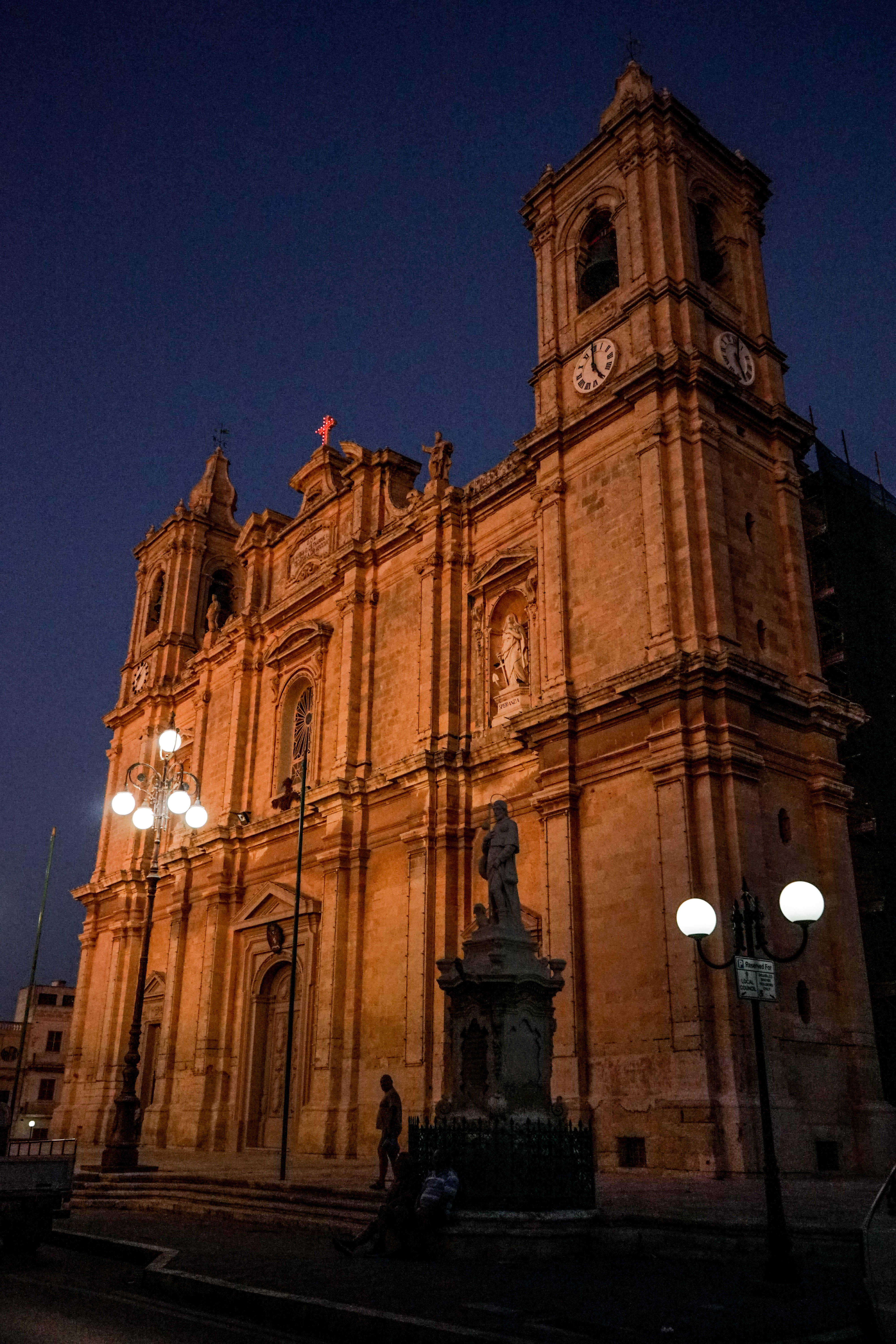
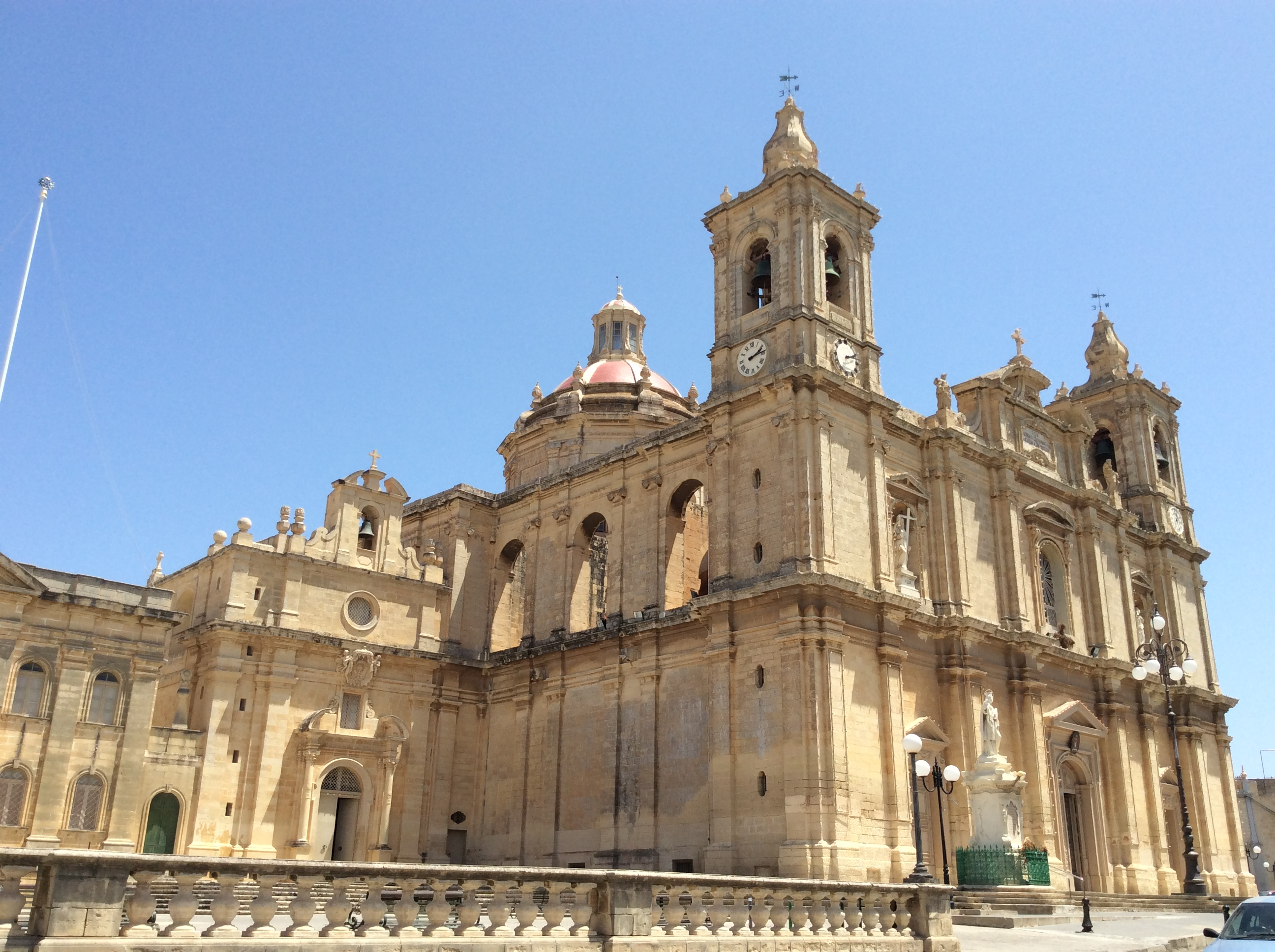
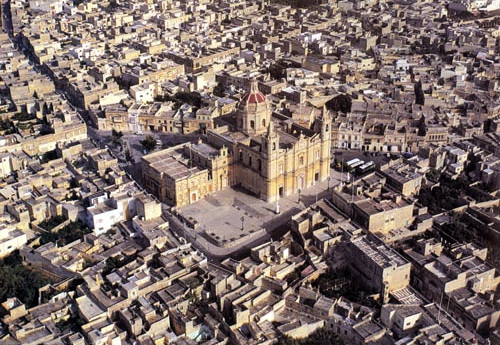
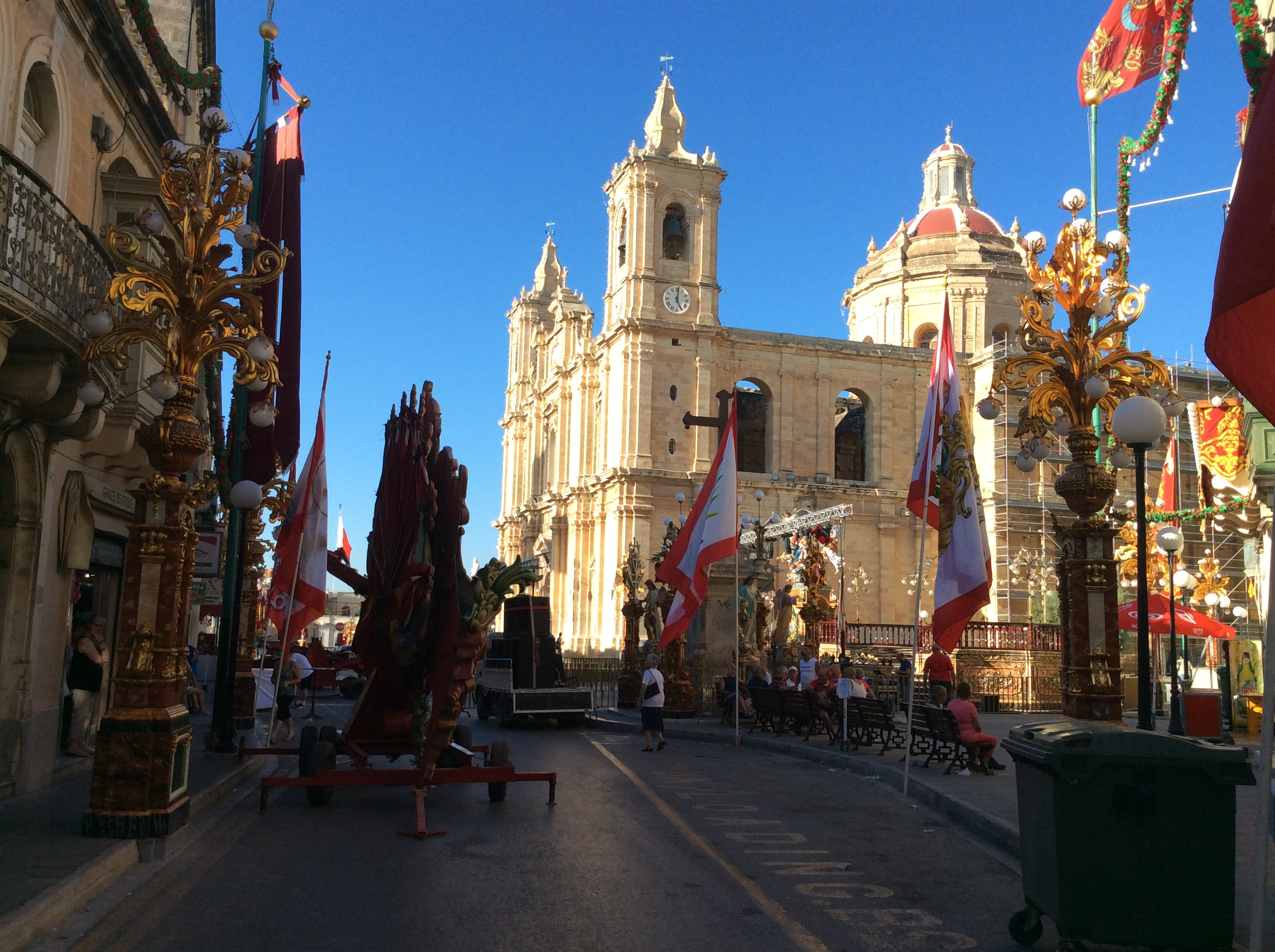
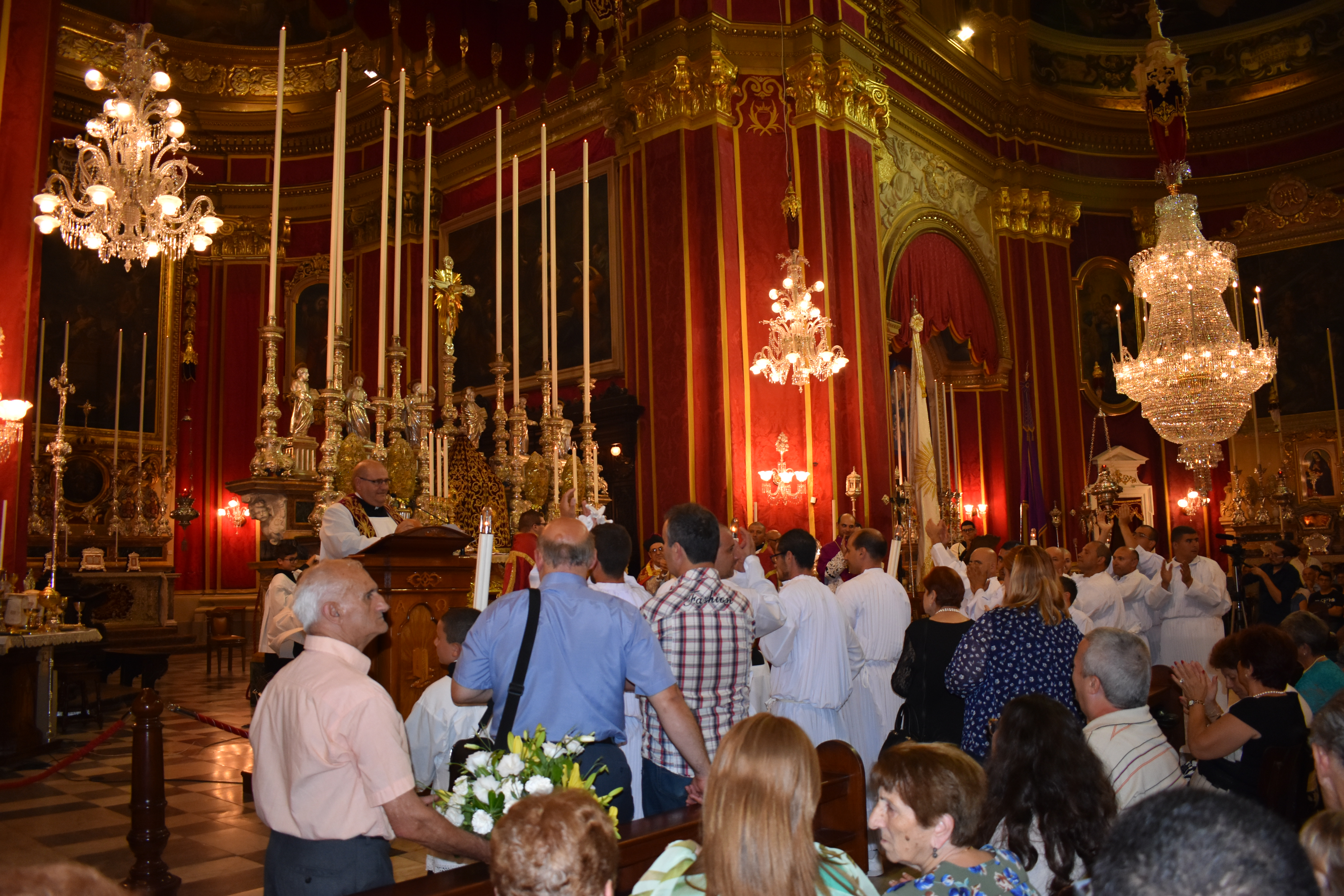